# Jeerigepete, Gauribidanur
Jeerigepete là một làng thuộc tehsil Gauribidanur, huyện Chikkaballapur, bang Karnataka, Ấn Độ.